# Matrimonio de orientación mixta
Los matrimonios de orientación mixta son matrimonios entre parejas que tienen orientaciones sexuales divergentes: uno es heterosexual, homosexual, bisexual, pansexual o asexual mientras que el otro tiene una orientación sexual diferente. El término más amplio es el de relación de orientación mixta. Es posible que las personas involucradas en tal relación de pareja no sean compatibles romántica o sexualmente. Este sería el caso, por ejemplo, de un matrimonio entre un hombre heterosexual y una lesbiana. El término se aplica también cuando uno de los miembros de la pareja es asexual o aromántico, llevando a un deseo mixto de actividad sexual o de conexión romántica (p. ej., la relación romántica es posible, pero no necesariamente la actividad sexual).
El subconjunto más visible y más investigado entre las relaciones de orientación mixta son los matrimonios de orientación mixta en los que uno de los cónyuges es heterosexual mientras que el otro experimenta atracción por personas de su mismo sexo, pero existe una diversidad mucho más amplia de relaciones de orientación mixta. Una revisión investigativa hecha en 2016 concluyó que «se requiere más investigación sobre [las relaciones de orientación mixta] que vaya más allá del punto de vista tradicional de [matrimonios de orientación mixta] para entender mejor los desafíos particulares, así como los factores de resiliencia únicos, vistos dentro de estas relaciones no tradicionales». En la actualidad, se calcula que casi dos millones de gays, lesbianas o bisexuales en Estados Unidos se han casado heterosexualmente, es decir, con una pareja del sexo opuesto.

## Matrimonio asexual-sexual
En un matrimonio entre una persona asexual y una persona alosexual (es decir, alguien que experimenta atracción sexual), la pareja asexual experimenta escaso o ningún deseo o atracción sexual. Tales matrimonios se basan a menudo en el amor romántico; con todo, pueden experimentar desafíos respecto a las relaciones sexuales. La comunidad de la Red de Educación y Visibilidad Asexual utiliza el término «transigir» (en inglés, compromise) para referirse el acto de una persona asexual que consiente en tener relaciones sexuales con su pareja para el beneficio de ésta. Algunos matrimonios en los que uno de los cónyuges es asexual son matrimonios sin sexo, mientras que otros matrimonios de este tipo optan por la poliamoría.

## Matrimonios en los que uno de los cónyuges es bisexual
Un desafío mayor para relaciones en las que una pareja es bisexual son los estereotipos negativos sobre las personas bisexuales. Debido al llamado borrado bisexual, relaciones en las que una persona bisexual está casada con una persona heterosexual suelen ser erróneamente vistas como relaciones heterosexuales, así como las relaciones en las que una persona bisexual está casada con una persona gay o lesbiana suelen percibirse erróneamente como relaciones gay o lésbicas. Más aún, las personas bisexuales son estereotipadas incorrectamente como promiscuas, confundidas, como si estuvieran pasando por una fase, o incapaces de ser monógamas.
La investigación han demostrado que si bien las personas bisexuales están, en general, más abiertas a la no monogamia en comparación con personas homosexuales, lesbianas y heterosexuales, las personas bisexuales tienen la misma probabilidad que personas no bisexuales de estar en relaciones monógamas a largo plazo.
En 2020, los investigadores Kristen Mark, Laura Vowels y Amanda Bunting publicaron los resultados de un estudio sobre satisfacción de pareja en 142 parejas de orientación mixta en las que uno de los miembros se identificaba como bisexual. Encontraron que las parejas que admitían la identidad bisexual y abordaban los problemas alrededor de ello experimentaban una mayor satisfacción sexual y de relación. Quienes eran abiertamente bisexuales con sus amigos y comunidades religiosas experimentaban mayor satisfacción en sus relaciones, pero ser abierto con otros miembros de la familia impactaba negativamente en la satisfacción de la pareja heterosexual. Los investigadores hipotetizaron que «esto podría deberse a la negatividad que la pareja heterosexual puede experimentar de parte de su familia» a raíz de los estereotipos negativos sobre las personas bisexuales.

## Matrimonio entre parejas homosexuales y heterosexuales
Antes de que el matrimonio homosexual se hiciera legal, y más aún cuando la homosexualidad era castigada con prisión o incluso la muerte, muchas personas homosexuales se veían forzadas a casarse con parejas heterosexuales para guardar las apariencias (véase Matrimonio lavanda, más adelante). El fenómeno persiste en la actualidad: La presión social o religiosa para ser heterosexual y casarse con alguien de sexo diferente puede llevar a una persona a entablar relaciones o matrimonios incluso si no se identifica como heterosexual o no se está seguro o segura de serlo. Algunas personas aducen razones espirituales para casarse. Las primeras investigaciones realizadas por Michael M. Ross en las décadas de 1970 y 1980 sobre hombres homosexuales que se casaron con mujeres encontraron que sus razones se relacionaban con expectativas sociales, como defensa contra ser percibidos como homosexuales o a raíz de una homofobia internalizada.
En 2002, se realizó un estudio en Australia con 26 hombres homosexuales que habían estado casados previamente con mujeres y se encontró que el 50 % de ellos creía que eran homosexuales antes de casarse mientras que el 85 % se identificó como tal después del matrimonio El estudio encontró que las razones más comunes por las que estos hombres se habían casado eran que «les parecía natural» (citada por el 65,4%) y que «querían tener hijos y vida familiar» (citado por el 65,4%).
Joe Kort, un consejero especializado en matrimonios de orientación sexual mixta, ha apuntado que, con frecuencia, los hombres que más tarde se declaran homosexuales «genuinamente aman a sus esposas. Se enamoran de sus esposas, tienen hijos, sienten un subidón químico y romántico, y luego, tras unos siete años, el subidón desaparece y su identidad gai comienza a emerger. No tienen mala intención». Algunos ocultan su orientación sexual de sus cónyuges, mientras que otros se lo dicen antes del matrimonio. Otras personas se identifican como exclusivamente heterosexuales en su conducta, si bien con fantasías homosexuales antes del matrimonio, pero propenden hacia una orientación más homosexual a lo largo del matrimonio.
Un estudio de 2008 con hombres que tienen sexo con otros hombres mientras están casados con mujeres encontró que tales individuos lo hacen por una variedad de razones y que no siempre se consideran a sí mismos homosexuales; para algunos de ellos, «sus intereses y comportamientos heterosexuales siguen siendo principales». De los 201 hombres que participaron en el estudio, 9 se identificaron como heterosexuales, 77 como bisexuales y 115 como homosexuales.

### Matrimonios lavanda
Un matrimonio de conveniencia de orientación sexual mixta puede servir para ocultar la orientación sexual de uno o ambos cónyuges, en ocasiones con el objeto de mantener o avanzar en una carrera, especialmente carreras muy públicas. Tales casos reciben a veces el nombre de matrimonios de lavanda en los medios populares. En el idioma inglés existe término del argot «Beard» (barba) para referirse a personas que, a sabiendas o no, ayudan a ocultar la orientación sexual de alguien de esta manera.

## Calidad de vida

### Situación del cónyuge bisexual u homosexual
Algunos hombres bisexuales son capaces de experimentar sus impulsos homosexuales y heterosexuales en el contexto de un matrimonio de orientación mixta sin mayores conflictos, siendo la apertura y la comunicación a menudo factores clave. Otros que no pueden salir del armario con su pareja a veces aprenden a vivir una doble vida, separando claramente sus acciones y sentimientos homosexuales y heterosexuales.
Un número importante de hombres y mujeres sufren conflictos dentro del matrimonio en relación con la evolución del deseo homosexual. Algunas personas que no son capaces de salir del armario enferman o se deprimen, y a veces incluso intentan suicidarse. Salir del armario con un cónyuge es muy difícil para la mayoría de personas por el riesgo a perder a su pareja y a sus hijos.

### Consecuencias para el cónyuge heterosexual

#### Antes de salir del armario
Muchas esposas heterosexuales de hombres homosexuales desconocen por completo la orientación sexual de su pareja durante mucho tiempo. Otras, posiblemente esposas muy liberales, saben que su marido es bisexual, pero subestiman la fuerza real de sus tendencias homosexuales. El hecho de que una mujer tolere las tendencias bisexuales o incluso las encuentre interesantes puede hacerla adicionalmente atractiva para un hombre homosexual porque se siente más aceptado y tiene menos necesidad de mentir.
En el período previo a la salida del armario de su pareja, algunas mujeres pueden sentirse rechazadas o dominadas por él, especialmente si éste esgrime razones falsas (por ejemplo, una supuesta infidelidad) como justificación de su indiferencia sexual. Otras pueden notar que él tiene amplias actividades sociales de las que ella está completamente excluida, que han perdido la intimidad sexual con su pareja o que él limita el acto sexual a la mera rutina. En muchos matrimonios de orientación mixta, la pareja heterosexual sufre la falta de satisfacción sexual tanto como su cónyuge homosexual. Como la pareja se vuelve física y emocionalmente inaccesible para ellas sin que sepan los motivos, las mujeres en esta situación pueden perder muy fácilmente su autoestima y caer en depresión.

#### Después de salir del armario
En la mayoría de los matrimonios, la salida del armario de la pareja homosexual conduce a situaciones similares a las que ocurren tras una infidelidad heterosexual grave e imperdonable. Especialmente estresante para el cónyuge heterosexual es la pérdida de confianza en la persona que antes era la más importante y la pérdida de la pareja como centro de la vida.
Estudios sugieren que la homofobia es el menor de los problemas a los que se enfrentan las mujeres heterosexuales en esa situación. Las mujeres que pierden a su marido, no porque éste tenga una amante sino porque es homosexual, sufren sin embargo un estrés especial. Por ejemplo, muchas mujeres que se enteran de que su marido ha mantenido relaciones sexuales promiscuas con hombres tienen un gran temor a una posible infección por el VIH. Incluso más que en un escenario de infidelidad heterosexual, las mujeres dudan de su propia inteligencia por no haberse dado cuenta de la homosexualidad de su marido; la vergüenza por ello puede ser tan grande que les resulta difícil confiar en terceras personas. Sin embargo, estas dudas sobre sí mismas, porque han sido engañadas deliberadamente y tal vez incluso elaboradamente, no están en absoluto justificadas. Mientras que las mujeres que han sido abandonadas a raíz de una amante suelen contar con el apoyo de amigas, hermanas, etc., las mujeres heterosexuales que son abandonadas por hombres homosexuales suelen rehuir de confiar en otras personas. Además de la vergüenza por su supuesta ingenuidad, a menudo está el miedo a una posible desaprobación o exclusión social. Las mujeres que no encuentran un apoyo informado y compasivo una vez que su marido haya salido del armario suelen sufrir graves problemas psicológicos o psicosomáticos. Muchas mujeres se ven obligadas a mantener en secreto la homosexualidad de sus maridos porque salir del armario podría perjudicarlas profesionalmente. Dependiendo de la calidad de la comunicación entre los miembros de la pareja, esto puede ser estresante para la mujer porque no tiene dónde expresarse, o útil porque el matrimonio puede convertirse ahora en una suerte de complicidad, en la que los miembros de la pareja pueden experimentar una nueva forma de cercanía entre ellos. Sin embargo, estas mujeres también se sienten aisladas cuando sus maridos reciben la simpatía y la comprensión de todas las demás personas por su salida del armario, mientras que a ellas corresponde que recoger los pedazos rotos. Apenas pueden mostrar su enfado sin correr el riesgo de ser acusadas de egoísmo u homofobia. 
La única ventaja que tienen las mujeres heterosexuales abandonadas por maridos homosexuales sobre otras mujeres que pierden a sus maridos tras una infidelidad es que—aparte de todo el dolor y la rabia—a menudo también sienten alivio porque con la salida del armario descubren que la indiferencia sexual de su pareja tenía causas que no eran de su responsabilidad.

## Apoyo para personas en matrimonios de orientación mixta
A raíz de la película Brokeback Mountain de 2005, en la que la trama gira alrededor de dos vaqueros que están casados con mujeres y se enamoran, un artículo del The New York Times de 2006 reportó que «aunque es imposible obtener cifras precisas, entre 10.000 y 20.000 esposas de hombres homosexuales se han puesto en contacto con grupos de apoyo en línea, y un número cada vez más grande de ellas son mujeres entre los 20 y 30 años de edad». OurPath (antes Straight Spouse Network), una organización de apoyo entre pares administrada por voluntarios para personas heterosexuales en matrimonios de orientación sexual mixta, cuenta con más de 50 grupos de apoyo locales en los Estados Unidos y grupos de apoyo afiliados en Canadá, Australia, India y la Gran Bretaña. OurPath recibe un promedio de 145 nuevas solicitudes de apoyo cada mes.
Amity Pierce Buxton, defensora de larga data de parejas heterosexuales en matrimonios de orientación sexual mixta y una de las primeras investigadoras en este tema, comentó que «los pares brindan el mayor apoyo, mientras que los terapeutas a menudo no están familiarizados con la orientación sexual, las parejas de orientación sexual mixta o actitudes sociales que impactan a las familias de orientación sexual mixta».

## En los medios
El tema de los matrimonios de orientación sexual mixta en la literatura se remonta al menos a 1889 con la publicación de A Marriage Below Zero (Un matrimonio bajo cero) del británico Alfred J. Cohen (bajo el seudónimo de Chester Allan Dale). La narradora heterosexual de Cohen estaba casada con un homosexual. Cohen creía que las mujeres deberían ser conscientes de la orientación sexual de un potencial marido para así evitar casarse con un hombre homosexual. La ficción de pulp lésbica incluía en ocasiones historias de mujeres casadas con hombres que exploraban su atracción hacia otras mujeres. Otros ejemplos del tema incluyen el libro Brokeback Mountain de Annie Proulx, más tarde convertido en un largometraje homónimo, que narra la historia de dos vaqueros casados que se enamoran el uno del otro.
Si bien la película Brokeback Mountain ayudó a llamar la atención del público sobre el tema de los matrimonios de orientación mixta, varias otras películas ya lo habían abordado. Programas de entrevistas, como The Oprah Winfrey Show, han abordado también el asunto de los matrimonios de orientación mixta, al igual que el controvertido reality show del canal TLC de 2015, My Husband's Not Gay (Mi esposo no es gai), que se centraba en hombres mormones homosexuales casados con mujeres. Algunas de las películas y programas de televisión en los que aparecen matrimonios de orientación mixta incluyen:
- La película Brokeback Mountain, que trata sobre dos vaqueros, ambos casados con mujeres, que se enamoran el uno del otro.
- En la película francesa Crustacés et Coquillages (2005) un hombre casado (re)descubre sus deseos homosexuales reprimidos mientras pasa sus vacaciones de verano con su mujer y sus dos hijos.
- La película De-Lovely (2004) trata sobre Cole Porter, un hombre gay, y su esposa, Linda Lee Thomas.
- La película Far From Heaven (2002) trata sobre una mujer cuyo marido tiene una aventura con otro hombre.
- En la película Imagine Me & You (2005), una mujer heterosexual se enamora de una lesbiana en su boda.
- En la película Mulligans, un hombre gay pasa el verano con la familia de su mejor amigo e inicia un romance con el padre de éste.
- En la película El banquete de bodas, un inmigrante taiwanés gay se casa con una mujer de China continental para aplacar a sus padres y conseguirle una tarjeta verde.
- El episodio de 1996 de Los Simpson titulado «Un pez llamado Selma» parodia la noción de matrimonio lavanda. Troy McClure se casa con Selma Bouvier para ocultar su inusual deseo sexual hacia los peces/animales acuáticos.
- En el programa de televisión Degrassi: The Next Generation, el personaje de Ashley Kerwin fue criado por padres en un matrimonio lavanda.
- En la serie de manga japonesa y película «Love My Life», los padres del personaje principal han estado en un matrimonio lavanda con el fin de acallar a sus familiares y convertirse en padres.
- En el programa de televisión Samantha, ¿qué? (2007-2009), el personaje de Andrea Belladonna acepta casarse con el jugador de baloncesto gay Tony Dane.
- The Playboy Club, una serie de televisión de 2011 en NBC, incluye el matrimonio de una lesbiana y un hombre gay que son miembros del capítulo de Chicago de la Mattachine Society .
- En la novela Bright Shiny Morning de James Frey (2008), el actor homosexual Amberton Parker y la actriz lesbiana Casey Parker se casan para ocultar sus orientaciones sexuales.